# SMS Elsass
Az SMS Elsass a Kaiserliche Marine számára megépített egyik pre-dreadnought mintájú csatahajó (sorhajó) volt. Ez az egység készült el másodikként a Braunschweig-osztály hajói közül. Gerincét 1901-ben fektették le és 1904-ben adták át a tengerészetnek. Nevét Elzász birodalmi tartomány után kapta. Testvérhajói a SMS Braunschweig, a SMS Hessen, a SMS Preussen és a SMS Lothringen voltak.
Szolgálatba állításakor a flotta II. csatahajórajához (Geschwader II) került, de a háború kitörésekor a IV. rajhoz helyezték át, melynek kötelékében a Balti-tengeren teljesített szolgálatot. 1915 augusztusában részt vett a Rigai-öbölben vívott ütközetben, melynek során összecsapott a Szlava sorhajóval. 1916-ban személyzethiány miatt tartalékba helyezték és a háború hátralévő részében kiképzőhajóként szolgált.
Az első világháború után nem szerepelt az elkobzandó hajók listáján. 1923-24-ben modernizálták és 1930-ig teljesített szolgálatot a Reichsmarine kötelékében, mikor ismét tartalékba helyezték. 1931-ben törölték az állományból és rövid ideig hulkként alkalmazták Wilhelmshavenben. 1935-ben eladták a Norddeutscher Lloydnak, mely 1936-ban lebontotta.

## Tervezés
A második flottatörvény 1900-ban történt elfogadtatása után rendelkezésre állt a keret az új csatahajóosztály megépítéséhez, mely az 1898-as első flottatörvény keretében megépített Wittelsbach-osztályt követte. Eddigre a haditengerészetet tüzérségi eszközökkel ellátó Krupp kifejlesztett egy 28 cm űrméretű gyorstüzelő ágyút, melyekkel az új osztályt már elláthatták. A eddigi legnagyobb ágyúk 24 cm-esek voltak és a Wittelsbach-ok is ilyenekkel rendelkeztek még. A Birodalmi Tengerészeti Hivatal (Reichsmarineamt) tervezési hivatala ezen jelentősen nagyobb tűzgyorsaságú új lövegek alkalmazása mellett döntött. Ezen túl a másodlagos tüzérség a korábbi 15 cm-es ágyúk helyett 17 cm-eseket kapott, hogy így hatékonyabban vehesse fel a küzdelmet a torpedónaszádokkal szemben, melyek a hatékonyabb torpedók miatt egyre nagyobb fenyegetést jelentettek a nagy felszíni hajókra.
Az Elsass teljes hosszúsága 127,7 m, szélessége 22,2 m, merülése (elől) 8,1 m volt. Teljes terhelés mellett 14 394 tonna volt a vízkiszorítása. Fedélzetén 35 tiszt és 708 sorállományú legénység teljesített szolgálatot. Meghajtásáról három darab háromhengeres, vertikálisan elhelyezett tripla expanziójú gőzgép gondoskodott, melyek mindegyike egy hajócsavart hajtott meg. A gőzt nyolc marine és hat cilinder gőzkazán szolgáltatta, melyek széntüzelésűek voltak. A teljesítményüket 16 000 lóerőre becsülték, amivel a hajó 18 csomós (33 km/h) csúcssebességet tudott elérni.
A fő fegyverzete négy 28 cm-es, 40 kaliberhosszúságú gyorstüzelő ágyúból állt, melyeket a hajó elülső illetve hátulsó részén helyeztek el egy-egy két löveget hordozó lövegtoronyban. Másodlagos tüzérsége 14 darab 17 cm-es, 40 kaliberhosszúságú gyorstüzelő ágyúból és 18 darab 8,8 cm-es, 35 kaliberhosszúságú gyorstüzelő ágyúból állt. Fegyverzetéhez tartozott még hat 45 cm-es torpedóvető cső is, melyek a hajótest víz alatti részén voltak elhelyezve. A páncélzatát a Krupp gyártotta és a páncélövön 110–250 mm vastagságú volt. A 250 mm-es lemezek a lőszerraktárt és a géptermeket oltalmazták, míg a vékonyabbak a hajótest két végét. A fedélzet páncélzata 40, a fő lövegtornyok páncélzata 250 mm vastagságú volt.

## Szolgálata
Az Elsass gerincét 1901 május 26-án fektették le Danzigban a Schichau-Werkénél 97-es építési számmal. Osztálya második hajójaként "J" megjelöléssel rendelték meg. A vízrebocsátására 1903. május 26-án került sor Hermann zu Hohenlohe-Langenburg, Elzász-Lotharingia tartomány birodalmi kormányzójának jelenlétében. 1904. október 26-án Kielbe hajózott át vele egy hajógyári személyzet és felszerelését itt végezték el. Az év november 29-én adták át a haditengerészetnek és hamarosan megkezdte próbajáratait. A próbajáratok december 15-én megszakadtak, mikor a kormánylapátja eltörött. A javítási munkálatok februárig eltartottak, ezt követően az Elsass folytathatta a próbákat és májusra végzett velük. A régi Frithjof partvédő páncélost váltotta a II. csatahajórajnál. Első kapitánya Hugo von Pohl sorhajókapitány volt 1905 szeptemberéig, mikor Gustav Bachmann sorhajókapitány váltotta.
A következő évek során az Elsass a flotta többi részével együtt a szokásos békeidőbeli gyakorlatokon vett részt, melyek raj és flotta szintűek voltak április és május folyamán. A nyár folyamán közös úton vettek részt, melyet az éves őszi hadgyakorlatok követtek augusztus és szeptember folyamán a teljes flotta részvételével. Az évet egy téli cirkálás zárta. Az Elsass karrierje a rajának Északi-tengeren és a Balti-tengeren végzett gyakorlatozásával kezdődött májusban, melyet július-augusztusban a flottával tett nyári út követett. Augusztusban az éves flottamanőverek előtt a La Manche partjainál állomásozó brit Csatorna-flotta (Channel Fleet) tett látogatást a német flottánál Swinemündében. Az 1906-os év is hasonlóan telt. Decemberben a Kielbe való visszatérés előtt az Északi-tengeren tett flottagyakorlatozással zárta az esztendőt. Az 1907-es év első fele jórészt az Északi-tengeren végrehajtott hadgyakorlatokkal telt a flotta számára, melyet a nyáron egy Norvégiába tett kirándulás, majd augusztus-szeptemberben az őszi gyakorlatozás követett. Bachmannt 1907 októberében Reinhard Scheer sorhajókapitány váltotta a hajó élén. Ezen a télen a Balti-tengerre hajózott ki a flotta.
1908. április 28-án a hajó fedélzetén muníció felvételkor gondatlan kezelés miatt felrobbant egy lőszer. A balesetben három fő veszítette életét és hat másik megsérült. Az 1908-ban és 1909-ben az újonnan Nyílt-tengeri Flotta (Hochseeflotte) névvel illetett főerők nagy hadgyakorlatokat hajtottak végre az az Atlanti-óceánon. Az első ilyen cirkálóút során az Elsass Las Palmas-ban horgonyzott 1908. július 23. és augusztus 1. között, majd augusztus 13-án visszatért Németországba az őszi hadgyakorlatok elvégzésére. Az 1909-es hajóút július 7-én kezdődött és augusztus 1-ig tartott. Eközben a Hochseeflotte látogatást tett El Ferrolban július 18. és július 25. között. Szeptember folyamán Scheert Hubert von Reuber-Paschwitz sorhajókapitány váltotta a hajó parancsnokaként. Az 1910-es év a szokásos egyéni, rajkötelékben illetve flottakötelékben végrehajtott gyakorlatozással telt. 1910-ben és 1911-ben a Hochseeflotte nyári útját a norvég vizekre, a télieket a Balti-tenger nyugati részére tette. 1910. december 14-én egyéni gyakorlatozás közben összeütközött a Schwaben csatahajóval (sorhajóval), de egyiket sem érték komolyabb károk. Karl Schaumann sorhajókapitány vette át a hajó parancsnokságát 1911 szeptemberében, de csak egy hónapig látta el a tisztséget és októberben már Hugo Langemak sorhajókapitány váltotta. Október 3-án az Elsass a Schlesiennel alakulatot váltva az I. csatahajórajhoz került.
Egy flottamanőver során 1912 március 23-án az Elsass a Skagerrak nyugati bejáratánál nagy ködben összeütközött a svéd Pollux gőzhajóval. A svéd hajó súlyosan megsérült és elsüllyedt, de az Elsass ki tudta menteni a személyzetét. Áprilisban célhajóként szolgált a Feröer-szigeteknél a Blücherrel végrehajtott demonstratív lőgyakorlat során. A hónap 29-én az új Oldenburg dreadnought-mintájú csatahajó váltotta az I. csatahajórajnál, ami után legénységének létszámát lecsökkentették. Augusztus 24-én ismét teljes létszámra növelték a legénységét, hogy az újonnan felállított III. csatahajóraj kötelékében részt vehessen az éves hadgyakorlatokon. Parancsnokságát időlegesen Leberecht Maass sorhajókapitány vette át. A gyakorlatok végeztével a III. csatahajórajt feloszlatták és szeptember 29-én az Elsass legénységének létszámát ismét lecsökkentették. December 1-én állt vissza aktív szolgálatba, mikor a III. csatahajórajhoz tartozó V. divízió (osztály) kötelékébe került testvérhajójával a Braunschweiggel és az új Kaiser csatahajóval együtt. A raj hajói az évet egyéni gyakorlatozásokkal kezdték, majd divízió-szintűekkel folytatták január végén a Balti-tengeren. Március elején flottagyakorlatokon vettek részt az Északi-tengeren. Március 17-én az Elsasst Kielbe küldték, ahol megkezdhették felkészítését a szolgálatból való kivonásra miután a rajban a helyét a Kaiserin vette át. Az aktív szolgálatból való kivonására május 13-án került sor és ezután a balti-tengeri tartalékdivízióhoz helyezték át. Október 15-től a flotta balti-tengeri állomáshelyére (Marinestation Ostsee) került.

## Első világháború
A Monarchia és Szerbia közti háború kitörését (1914. július 28.) követően három nappal az Elsasst reaktiválták és a IV. csatahajórajhoz osztották be. Az Erhardt Schmidt altengernagy vezette rajhoz tartozott még testvérhajója a Braunschweig és az öt Wittelsbach-osztályú csatahajó. Az Elsass egyéni majd rajgyakorlatokat végzett szeptember elejéig. A gyakorlatokat megszakították, mikor a rajt valamint a Roon és Prinz Adalbert páncélos cirkálókat valamint a Gazelle könnyű cirkálót az Odensholm szigeténél zátonyra futott Magdeburg könnyűcirkáló kimentésére küldték. A hajó legénységének azonban beérkezésük előtt augusztus 28-án orosz erők feltűnése miatt fel kellett robbantania a hajót. A csatahajóraj ezért még a nap folyamán visszatért Bornholmra.

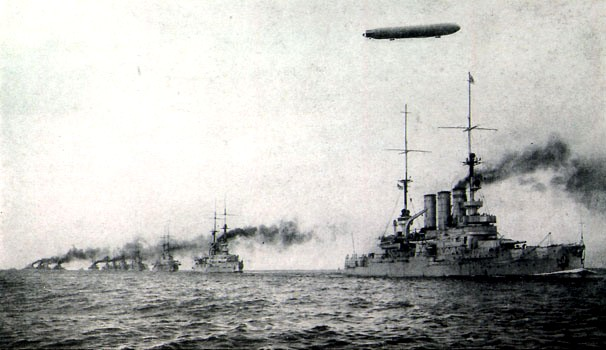
a Hochseeflotte egyik csatahajóraja előtérben egy Braunschweig-osztályú egységgel

Szeptember 2-án a IV. csatahajóraj a Blücher páncélos cirkáló támogatásával hajtott végre előretörést a Balti-tengeren. A szeptember 9-éig tartó hadműveletnek a célja az orosz tengeri erőkkel való harc kezdeményezése volt, de nem járt sikerrel. Szeptember 11. és 20. között az Elsass a divíziója többi egységével az Elba torkolatához hajózott át, hogy helyi védelmet nyújtson esetleges brit támadásokkal szemben. Később a hónap során a rajt visszahelyezték a Balti-tengerre. A hadsereg kérésére a haditengerészet szeptember 20-26. között Windau irányába hajtott végre előretörést partraszállási szándékot szimulálva, hogy az oroszok a fenyegetettség miatt tartalékaikat a Baltikum partján tartsák, és ne vezényeljék át őket a galíciai frontra. Az V. csatahajóraj régebbi hajóit Danzigba küldték szárazföldi csapatok behajózására, míg a Braunschweig és a IV. csatahajóraj előre kihajózott. A hadműveletet hamar lefújták miután brit tengeralattjárókat észleltek a Balti-tengeren. A két raj Bornholm közelében találkozott, majd együtt hajóztak Kielbe, ahova szeptember 26-án érkeztek meg.
Az Elsass visszatért az Elba torkolatába és itt állomásozott december 5. és március 1. között. Február 24. és 28. között karbantartási munkálatokat végeztek rajta. Az Elbán teljesített őrhajói szolgálatának végeztével a Wilhelmshaven előtti Schillig-révhez vezényelték át, ahol március 1. és 9. között teljesített rövid szolgálatot. Április 2-től kezdve a Balti-tengeren gyakorlatozott, majd Kielben a Kaiserliche Werftnél végeztek rajta karbantartásokat április 26. és május 16. között. Partvédelmi feladatok ellátása céljából május 27-én visszatért az Elbához. 1915. július 4-én az Albatross aknarakó-cirkáló Balti-tengeren való elvesztése után a IV. csatahajórajt ismét áthelyezték ide a térségben lévő német haditengerészeti erők megerősítésére. Ezen túl a szárazföldi hadvezetés a Kurföldön tevékenykedő 8. hadsereg tengeri támogatását kérte. Július 7. és 11. között valamint július 18-19-én német cirkálók a IV. csatahajóraj kíséretében két előretörést hajtottak végre a Balti-tengeren Gotlandtól északra, de nem találkoztak össze orosz erőkkel. Utóbbi bevetés során az Elsass összeütközött a G 175 jelű rombolóval, de csak kisebb károkat okozott benne.
1915 augusztusában a német flotta kísérletet tett a Rigai-öböl orosz hajóktól való megtisztítására, miközben a hadsereg Riga irányába nyomult előre. A IV. csatahajórajhoz csatlakozott a Nassau- és Helgoland-osztályú hajókból álló I. csatahajóraj valamint három csatacirkáló és több kisebb egység is a Hochseeflotte állományából. A támadást végrehajtó köteléket Franz Hipper altengernagy vezette, azonban a hadműveleti irányítás Erhardt Schmidt altengernagy kezében volt. Augusztus 8-án reggel a német flotta betört az öbölbe és ennek során a Braunschweig és az Elsass azt a feladatot kapta, hogy kössék le a Szlava pre-dreadnought mintájú régi csatahajót (sorhajót) és ezzel akadályozzák meg, hogy megzavarhassa az aknaszedőket. Nagy távolságból tüzet nyitottak a Szlavára valamint a Hrabry és Grozjasij ágyúnaszádra. A megfigyelések szerint az Elsass két találatot ért el utóbbin, bár orosz iratok erről nem tesznek említést. Mikor világossá vált, hogy az aknaszedők nem tudják megtisztítani a sötétség beállta előtt az aknamezőt, Schmidt altengernagy leállította a hadműveletet. Augusztus 16-án újra próbálkoztak. Az Elsass ezúttal az öblön kívül maradt, míg a Nassau és Posen csatahajók támadták a Szlavát. Augusztus 19-re az orosz aknamezőket megtisztították és a flottilla behajózott az öbölbe. Antant tengeralattjárók térségben való felbukkanásáról érkező hírek miatt azonban másnap lefújták az egész hadműveletet.
A hadművelet után az Elsass Libauban maradt és a IV. csatahajórajt feloszlatták december 18-án. Libaui tartózkodása idején Friedrich Schultz altengernagy, a balti-tengeri felderítő erők vezetőjének (Befehlshaber der Aufklärungsschiffe der Ostsee) parancsnoki hajójaként szolgált 1916 januárjától márciusáig, míg a Kielben e feladatkörnek megfelelő módosításokon átesett Braunschweig meg nem érkezett a leváltására. A fellépő emberhiány miatt a két hajó legénységét oly mértékig csökkentették, hogy már csak kikötővédelmi feladatokat tudtak ellátni. Július 10-én visszairányították Kielbe, ahol négy nappal később a legénységét áthelyezték a Lothringenre. Az Elsasst a kieli hajógyárba vitték javítási munkálatok elvégzésére, majd július 25-én lehorgonyzott kiképzőhajóként a tengerészeti felügyelőségnek rendelték alá. Ezt követően Kielben maradt 1918. június 20-ai szolgálatból való kivonásáig. Nagyjavítások elvégzése után októberben ismét kiképzési feladatokat látott el a háború végéig hátralévő rövid ideig.

## Háború után
A háborút lezáró versailles-i békediktátum értelmében Németország csak hat Deutschland- vagy Lothringen-osztályú régi csatahajót tarthatott meg. Az Elsasst megtartották és kiképzőhajóként használták a Reichsmarinének átnevezett német flottánál. 1923-ban az öregedő hajó nagyjavításon esett át. A wilhelmshaveni Reichsmarinewerftnél szárazdokkba került és a parancsnoki tornyát átépítették. A munkálatokkal a következő évben végeztek és 1924. február 15-én csökkentett személyzettel ismét szolgálatba állt. Az északi-tengeri csatahajódivízió (Linienschiffdivision – sorhajó-divízió) kötelékében Wilhelmshavenben állomásozott és legénységét április 1-re töltötték fel teljes létszámúra. Júliusban csatlakozott a flotta többi részéhez és részt vett az Atlanti-óceánon végrehajtott gyakorlatozáson, melynek során kikötöttek Vigóban július 6-13. között. 1925. június 19-24. között az Elsass és a Hannover Oslóba tett látogatást, ahonnan az Elsass egyedül hajózott tovább Oddába, ahol június 26-30. között időzött.

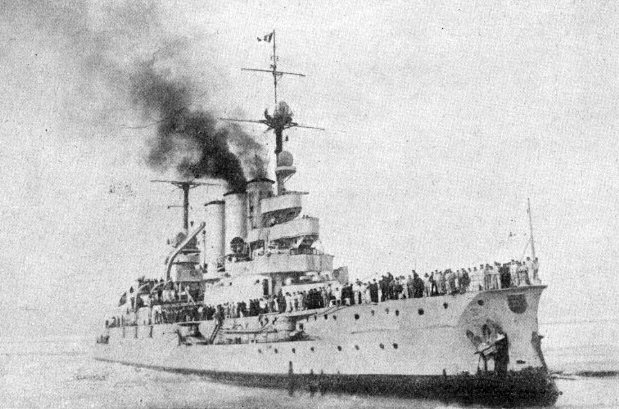
az Elsass a lengyel Tczewet szabadítja ki a jég fogságából a Kieli-öbölben (1929. március 15.)

Október 1-én a hajót áthelyezték a Balti-tengeri haditengerészeti erőkhöz (Seestreitkräfte der Ostsee), melynek központja Kiel volt. A flotta 1926 májusában és júniusában újabb nagy utat tett az Atlanti-óceánra és a Földközi-tengerre. Ennek során az Elsass számos spanyol kikötőt meglátogatott, köztük Mahónt, Barcelonát és Vigót. A következő év áprilisában és májusában újabb cirkálóút következett érintve Vilagarcíát Spanyolországban, São Vicentét Madeirán, Santa Cruz de Tenerifét, Santa Cruz de La Palmát a Kanári-szigeteken, Hortát és Ponta Delgadát az Azori-szigeteken és Lisszabont. 1928 júliusában az Elsass a norvégiai Ulvikbe és Bergenbe tett látogatást, az év júliusában pedig a dániai Skagenbe. Az 1928-29-es tél különösen hidegnek bizonyult és az Elsasst valamint a Schleswig-Holsteint jégtörőkként alkalmazták. A két hajó 65 kereskedelmi hajót segített ki a jég fogságából. Az Elsass 1929 márciusában a dániai Gedser előtt ismét jégtörő feladatokat látott el.
A flotta 1929 áprilisában újabb atlanti cirkálóútra indult, melynek során az Elsass a spanyol Villagarcía és A Pobra do Caramiñal városokat kereste fel. Az év őszén felkereste Karlskrona városát Svédországban. Az öreg Elsasst 1930. február 25-én vonták ki az aktív szolgálatból és 1931. március 31-én törölték a haditengerészet lajstromából. Ezt követően hulkként funkcionált Wilhelmshavenben 1935. október 31-ig, mikor a Reichsmarine eladta a Norddeutscher Lloydnak. Az Elsasst a következő év során lebontották.

## Fordítás
- Ez a szócikk részben vagy egészben  a   SMS Elsass című angol Wikipédia-szócikk ezen változatának fordításán alapul.  Az eredeti cikk szerkesztőit annak laptörténete sorolja fel. Ez a jelzés csupán a megfogalmazás eredetét és a szerzői jogokat jelzi, nem szolgál a cikkben szereplő információk forrásmegjelöléseként.

## Linkek
- a Braunschweig-osztály oldalmetszeti rajza
- Képeslapok a hajóról (Deutsche Schutzgebiete oldalon)
- Rövid angol leírás és képek (Battleshps-Cruisers.co.uk oldalon)
- Linienschiff Elsass (Lexikon der Wehrmacht)